# Zethus mutatus
Zethus mutatus är en stekelart som beskrevs av Edoardo Zavattari 1912.
Zethus mutatus ingår i släktet Zethus och familjen Eumenidae. Inga underarter finns listade i Catalogue of Life.